# Renault Thalia
La Renault Thalia è un'autovettura del segmento B, con carrozzeria a 3 volumi e prodotta finora in tre generazioni a partire dal 1999. È la variante a 3 volumi della Renault Clio, e su alcuni mercati viene commercializzata come Renault Symbol.

## Profilo
Si tratta di una variante della Clio studiata per quei paesi, come quelli dell'Europa Centrale e dell'Est, dove vi è una forte richiesta di automobili a 3 volumi, anche di segmenti inferiori, una tipologia di vetture che invece nei mercati dell'Europa Occidentale non riscuote molto successo. Viene commercializzata comunque anche nella penisola iberica, oltre che in tutto l'est europeo, dove si propone come un'alternativa meglio rifinita della Dacia Logan (e curiosamente costa di meno della Clio a parità di equipaggiamento), e in America Latina, dove viene venduta anche come Nissan Platina e Renault Clio (Argentina). Non è importata né in Italia, né nella madrepatria Francia, dove non viene prodotta assieme alle altre Clio, e neppure in paesi dove le 3 volumi derivate hanno poco mercato. Tutte le Thalia destinate all'Europa escono dallo stabilimento sloveno di Novo Mesto, quelle sudamericane dallo stabilimento di Cordoba.

### Prima serie
Questa autovettura, che si chiami Thalia, Symbol o Platina, ha visto finora la sua produzione articolarsi in due serie. La prima serie è stata introdotta nel 1998 e si basa sul pianale e la meccanica della Clio II introdotta l'anno prima. La vettura si pone un gradino sopra le varie Dacia Nova, SupeRNova, Solenza e Logan, tutte vetture dalla simile impostazione nel corpo vettura. Le motorizzazioni della prima serie comprendono un 1.2 16v ed un 1.4 8v entrambi da 75 CV, un 1.4 da 98 CV ed un 1.5 dCi common rail da 65 ed 80 CV.

Nei mercati sudamericani, dove come già detto viene commercializzata come Nissan Platina o semplicemente Renault Clio Sedan, i motori disponibili sono a doppia alimentazione benzina/etanolo, e comprendono un 1.0 16v da 76 CV ed un 1.6 16v da 110 CV.

Nel 2002 la Thalia ha seguito di pari passo l'evoluzione della Clio a 2 volumi, ed ha beneficiato di un restyling visibile soprattutto nel frontale, che ha acquisito i fari a punta della "sorella" più compatta.

La prima serie della Thalia/Symbol/Platina è stata prodotta fino al 2008, anno in cui viene sostituita dalla seconda serie.

### Seconda serie

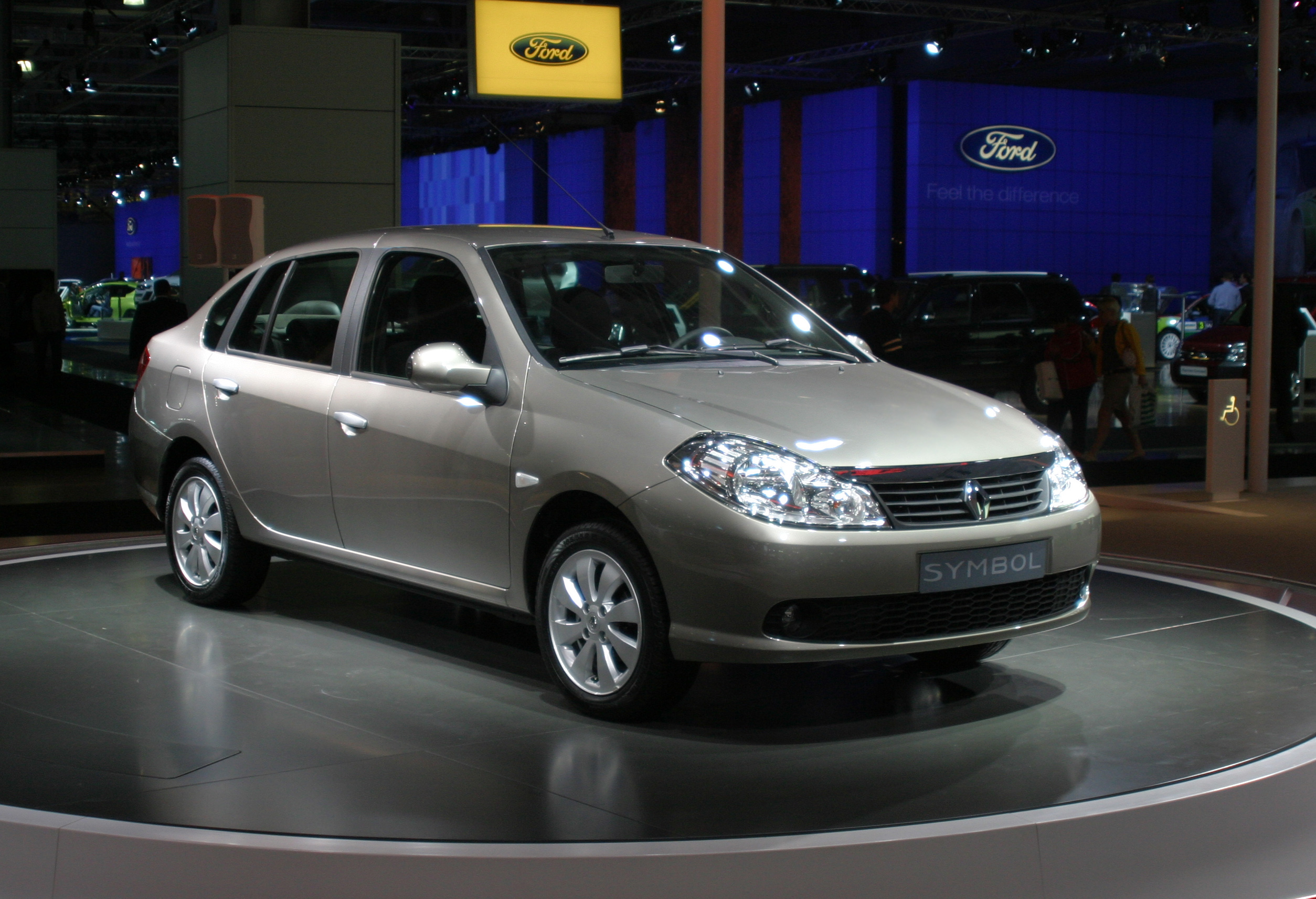
Una Symbol II

La seconda serie viene presentata al Salone dell'automobile di Mosca il 26 agosto del 2008, ma si basa ancora sulla meccanica della Clio II, pur assumendo uno stile che invece si avvicinava maggiormente a quello della terza generazione. Le dimensioni crescono in maniera decisa, arrivando a 4.26 metri di lunghezza, mentre i motori comprendono il noto 1.5 dCi, ma anche altre motorizzazioni a benzina particolarmente parsimoniose, ed in particolare le unità da 1.2, 1.4 ed 1.6 litri, più una versione bi-fuel basata sull'unità di cilindrata maggiore. Esternamente, la Thalia pare distaccarsi maggiormente dalla Clio III da cui deriva per avvicinarsi alla Renault Sandero, poiché cambia decisamente il frontale, dal look più deciso ed "importante". Anche questa nuova generazione viene commercializzata in parte come Renault Thalia ed in parte come Renault Symbol. Il cambio previsto di serie era un manuale a 5 marce, ma in alternativa si poteva optare per un automatico a 4 rapporti. La Thalia II/Symbol II venne prodotta negli stabilimenti di Bursa (Turchia), Santa Isabel (Argentina) ed Envigado (Colombia). In Turchia, la Symbol divenne la vettura della polizia locale.

### Terza serie

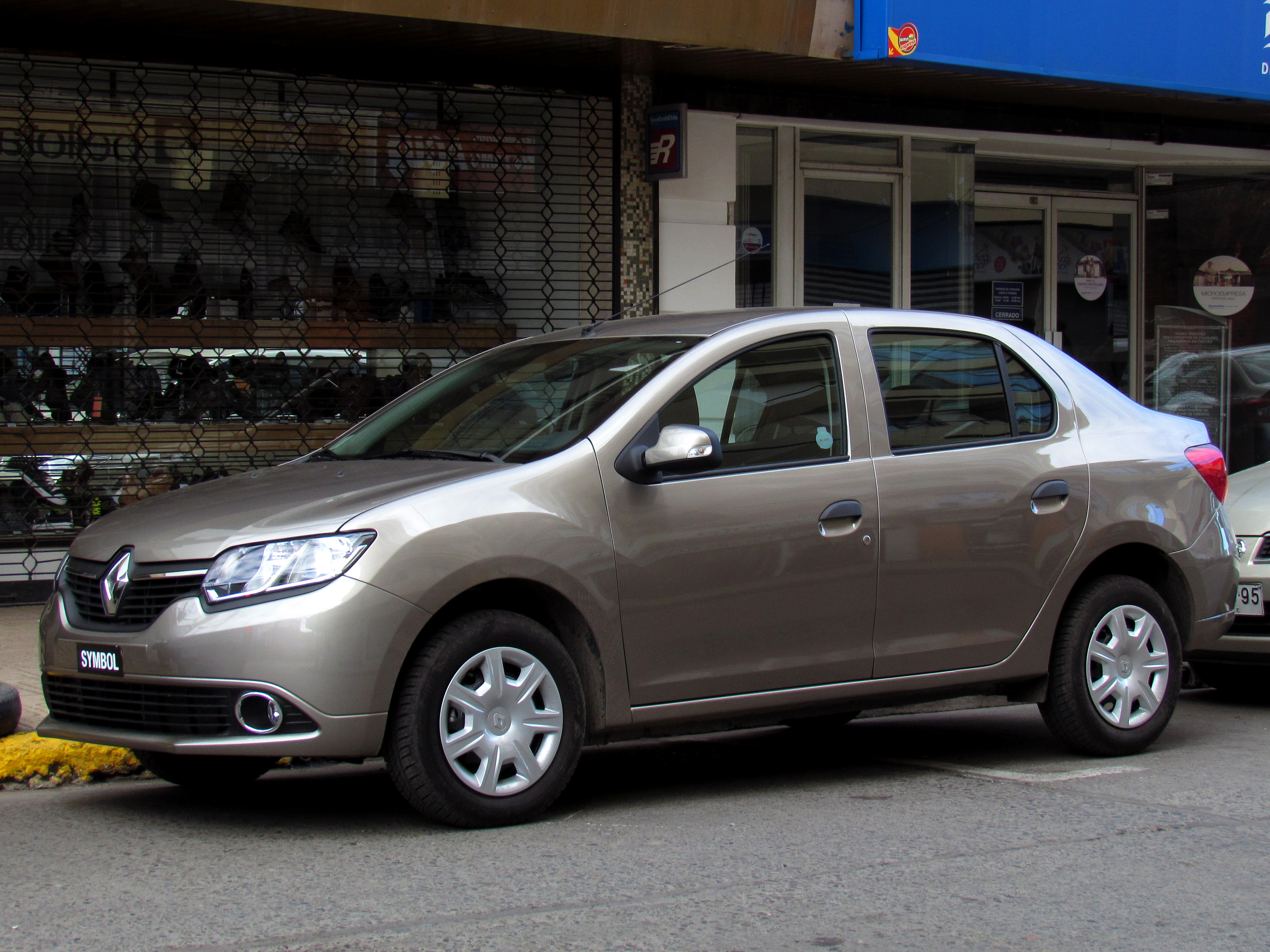
Una Symbol III

Nel 2013 vi fu l'avvicendamento fra seconda e terza generazione: quest'ultima altro non fu se non una Dacia Logan di seconda generazione rimarchiata Renault. La presentazione avvenne al Salone di Istanbul dell'anno prima. La vettura venne inizialmente commercializzata anche in alcuni Paesi del Nordafrica, Algeria e Tunisia in primis, ma a partire dal 2014 la produzione venne estesa anche allo stabilimento algerino di Oran. Altri mercati furono quelli sudamericani, come il Cile, dove venne ancora una volta commercializzata come Symbol. Qui la vettura fu disponibile con un motore da 1.6 litri e 83 CV di potenza massima, mentre in Turchia ed in Nordafrica venne proposta con un 1.2 a benzina ed un 1.5 dCi, rispettivamente in grado di erogare 75 e 90 CV.

## Galleria d'immagini
| Renault Thalia II | Renault Symbol I | Renault Clio Sedan | Nissan Platina | Renault Symbol III |
| ----------------- | ---------------- | ------------------ | -------------- | ------------------ |
|                   |                  |                    |                |                    |